# Leena Lander

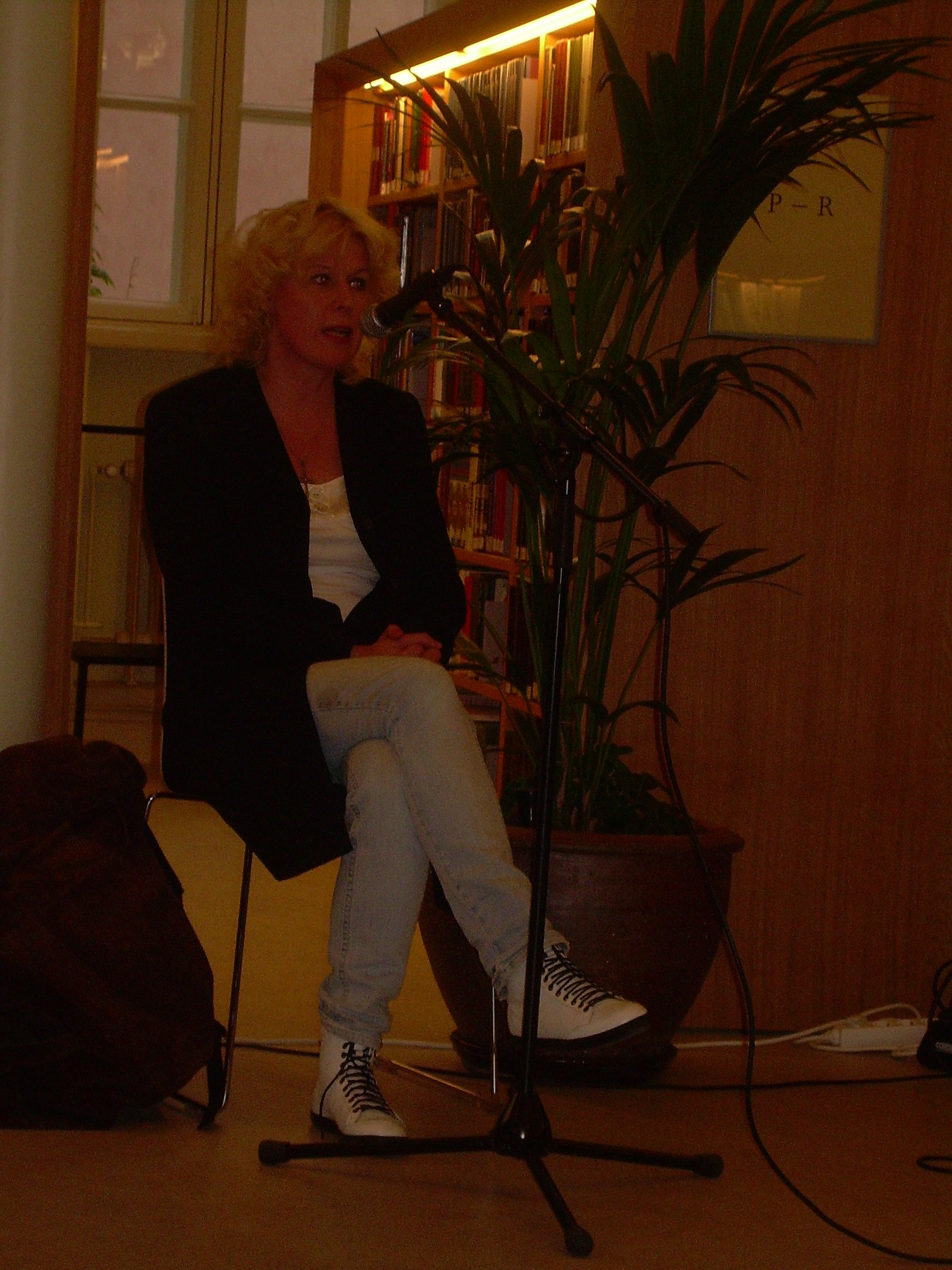
Leena Lander

Leena Lander (Turku, 25 oktober 1955) is een Finse schrijfster, woonachtig in Parainen, Finland.
Lander is een pseudoniem. Haar echte naam is Leena Orvokki Silander. Ze was getrouwd met de journalist Esa Silander en heeft drie zoons. In 2008 verloofde ze zich met de schrijver Hannu Raittila.
Leena Lander studeerde in 1978 af aan de letterenfaculteit van de Universiteit van Turku. Ze heeft romans, korte verhalen, toneelstukken en hoorspelen geschreven. Ze is driemaal voor de Finlandiaprijs genomineerd (1991, 1993 en 2004). 

## Prijzen
- Kalevi Jäntti-prijs (1992)
- Kiitos kirjasta (Dank voor het boek-medaille) (1992)
- Uudet kirjat (Nieuwe boeken)-club erkenningsprijs (1992)
- Suuren Suomalaisen Kirjakerho (Grote Finse boekenclub) erkenningsprijs (1994)
- Prix Nordique (2000) (Voor de Franse vertaling van Iloisen kotiinpaluun asuinsijat)
- Pro Finlandia -medaille (2000).
- Sokeain kuunnelmapalkinto (Hoorspelprijs van de blinden) (2003, voor het hoorspel Susinarttu)

### Romans
- Syyspastoraali, 1982
- Mikaelin kronikka, 1983
- Siipijumala, 1984
- Lankeaa pitkä varjo, 1986
- Jumalattoman kova tinki, 1987
- Purppurapurjeet, 1989
- Tummien perhosten koti, 1991
- Tulkoon myrsky, 1994
- Iloisen kotiinpaluun asuinsijat, 1997
- Käsky, 2003
- Liekin lapset, 2010
- Kuka vartijoita vartioi, 2015